# 맨체스터 미술관
맨체스터 미술관(Manchester Art Gallery)는 영국 맨체스터 중앙에 위치한 국립 미술관이다. 매일 무료로 운영되고 있으며, 약 25,000점 이상의 그림을 소장하고 있다. 매년 50만명 이상의 방문객들이 찾고 있다.